# Аркадаг
«Аркада́г» (туркм. Arkadag — «покровитель») — официальный и самый распространённый титул второго президента Туркмении Гурбангулы Бердымухамедова (2007—2022). Этот термин официально применяется только в отношении второго президента государства как гражданами Туркмении, так и официальными лицами и абсолютно всеми государственными СМИ Туркмении.
Официально титул «Аркадаг» государственные СМИ Туркмении переводят как «твердыня, опора и надежда», также переводят как «покровитель», хотя само слово происходит от двух туркменских слов — arka (сзади) и dag (гора) — то есть дословно «Гора сзади [нас]», а смысловой перевод — «Большая опора».
Титул «Аркадаг» президент Туркмении официально получил 26 октября 2010 года перед военным парадом в честь 19-летней годовщины независимости Туркмении на стадионе «Копетдаг» в Ашхабаде.
В 2011 году 600 девушек в спортивных костюмах изобразили на поле стадиона большую надпись ARKADAG, с последующим исполнением участниками представления и зрителями песни, посвящённой «Аркадагу», и кричалки «Слава тебе, Аркадаг!» (туркм. Alkyş saňa Arkadag!). К популяризации титула были подключены певцы, актёры, спортсмены, писатели, поэты, общественные и политические деятели и другие представители интеллигенции, лояльные к власти в Туркмении. Певцы стали сочинять и исполнять песни в честь «Аркадага», другие в программах на телевидении и радио бесконечно благодарили своего «Аркадага» за все блага в их государстве.
На национальном музыкальном конкурсе «Звезда года — 2010» популярный туркменский певец Бегмырат Аннамырадов с песней «Arkadaga şöhrat!» (Слава Аркадагу!) стал победителем как лучший певец, а «Arkadaga şöhrat!» признана лучшей песней года.
У Гурбангулы Бердымухамедова, как и у его предшественника Сапармурата Ниязова, множество неофициальных титулов, таких как «Лидер нации», «Цвет нации», «Милосердный Аркадаг», «Многоуважаемый президент», «Славный сын своего народа», «Спаситель», «Почётный старейшина народа» и другие. Среди туркменской оппозиции распространено издевательское изменение титула «Аркадаг» в «Харамда́г» от слова и понятия хара́м.
Граждане Туркмении на телевидении и радио, а также в ходе различных мероприятий должны при обращении к Гурбангулы Бердымухамедову и при упоминании о нём использовать формулу «Наш милосердный Аркадаг» (туркм. Mähriban Arkadagymyz).
| № | Фотография | Имя                       | Начало               | Конец | Партия                               |
| - | ---------- | ------------------------- | -------------------- | ----- | ------------------------------------ |
| 1 |            | Гурбангулы Бердымухамедов | 26 октября 2010 года |       | Демократическая партия Туркменистана |